# Săcuieu
Săcuieu est une commune de Transylvanie, en Roumanie, dans le județ de Cluj. Elle est composée des villages Săcuieu, Rogojel, Vișagu.
Le lieu Săcuieu est également connu sous les noms roumains Săcueu , Secuieu et Secuiu

## Géographie
La municipalité de Săcuieu est située au nord-est des monts Vlădeasa (Munții Vlădeasa), une chaîne de montagnes des monts Apuseni (Munții Apuseni)  à l'ouest du comté de Cluj. Les trois villages et hameaux de la commune, dont Rogojel ( Havasrogoz hongrois ) est le plus haut de la commune à 1 029 m , couvrent une superficie totale de près de 13 000 hectares. Sur le ruisseau du même nom (appelé aussi Râul Hențu )  affluent sur la gauche du Crișul Repede (Cri rapide) et la route départementale (Drum județean)DJ 103H. Săcuieu est situé à 14 kilomètres au sud-ouest de la petite ville de Huedin (Heynod) ; la capitale du district Cluj-Napoca (Klausenburg) est située à environ 65 kilomètres à l'est de Săcuieu.

## Histoire
Le lieu Săcuieu a été mentionné pour la première fois en 1461 et était au Moyen Âge un village de serfs roumains, qui appartenait au château de Bologa  dans la municipalité actuelle de Poieni . 
Dans le Royaume de Hongrie , la paroisse actuelle se trouvait dans le quartier présidentiel Bánffyhunyad (aujourd'hui Huedin) de Cluj-Napoca . Par la suite, la municipalité a appartenu au quartier historique de Cluj et de 1950 au quartier actuel de Cluj.

## Population
Depuis 1850, presque exclusivement des Roumains sont enregistrés dans la région de l'actuelle municipalité de Săcuieu . En 1850, il y avait 1 348 Roumains et un Rom . Le chiffre le plus élevé de la population, et en même temps celui des Roumains (3640), a été enregistré en 1920 et depuis lors, il n'a cessé de baisser. Le plus grand nombre de Roms (191) a été enregistré en 2011, celui des Magyars (22) en 1910 et celui des Allemands roumains (5) en 1880.  Lors du recensement de 2011, sur les 1 466 personnes, 1 238 étaient des Roumains, 191 des Roms, deux étaient des Magyars et les autres n'ont donné aucune information sur leur appartenance ethnique .
Les principales occupations de la population sont l'industrie du bois et l'élevage.

## Images

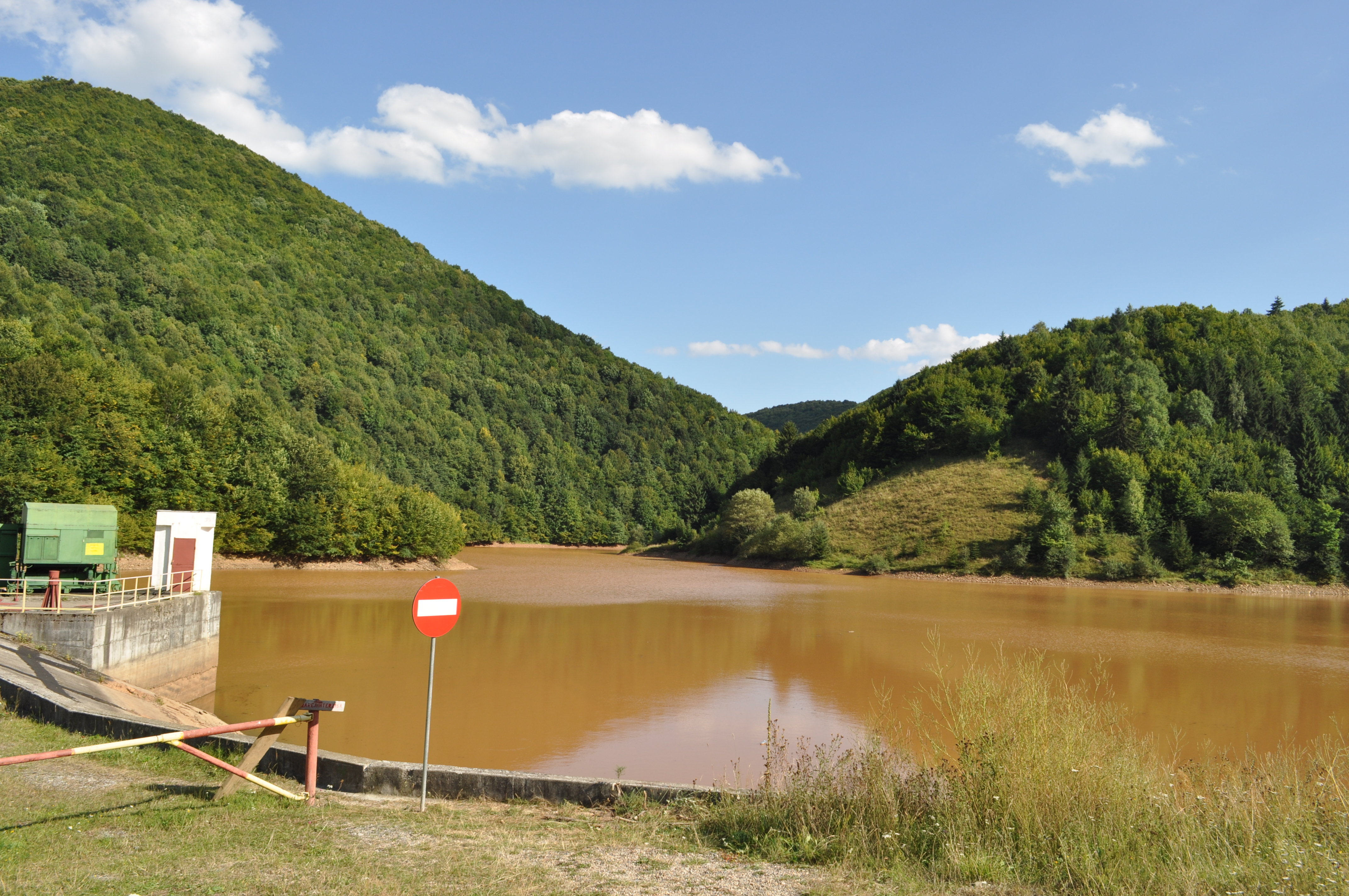
Lac de barrage près de Săcuieu
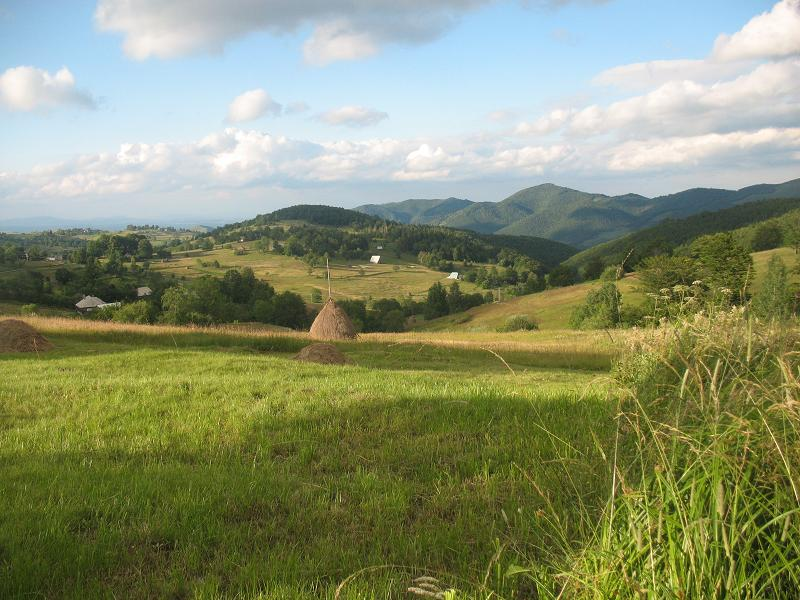
Vue sur Rogojel
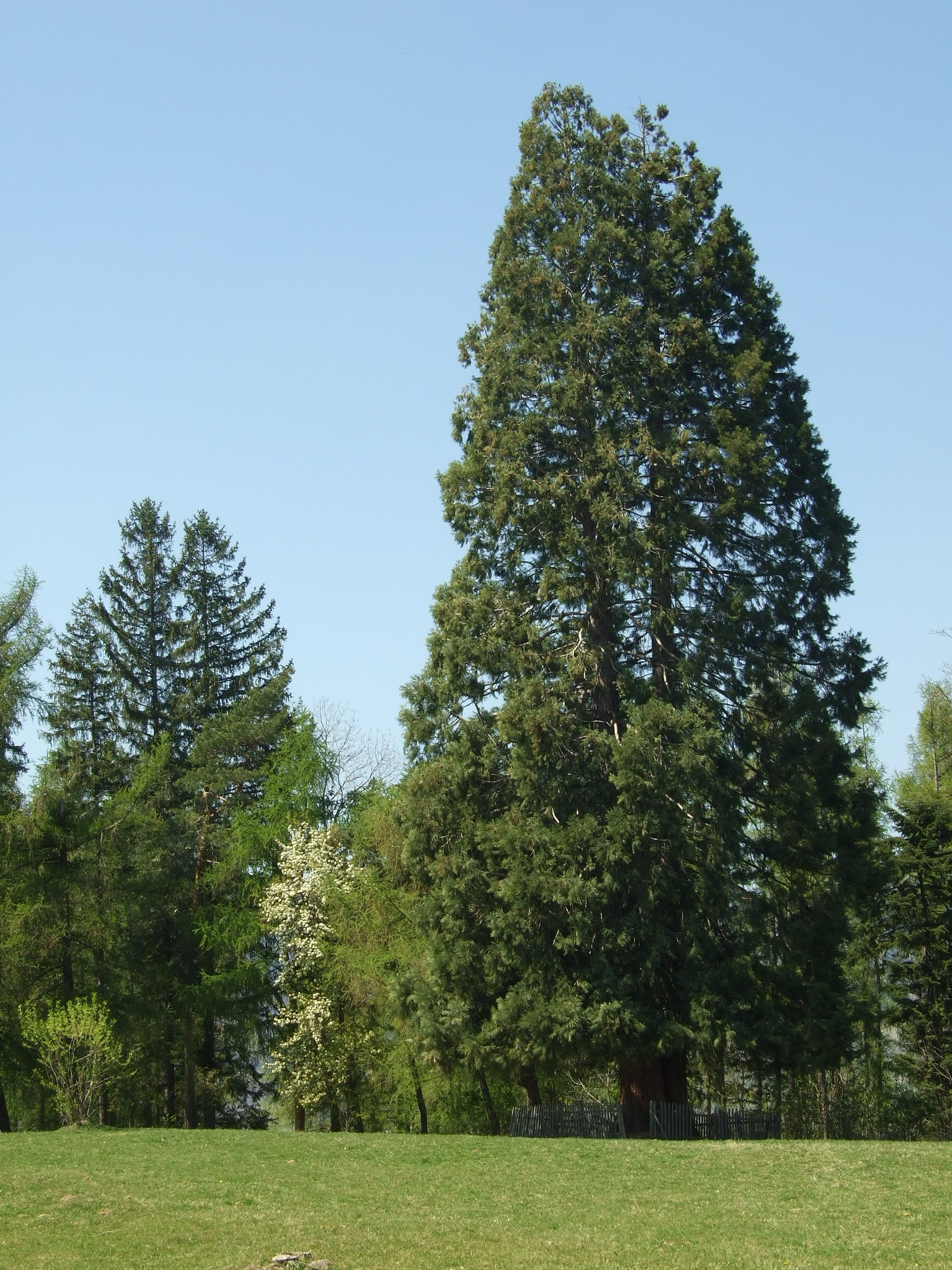
Sequoia à Săcuieu